# From Heaven to the Unknown
From Heaven to the Unknown è un'antologia su due dischi del gruppo heavy metal britannico Venom.

## Tracce

### Disco 1
1. Welcome To Hell
2. Witching Hour
3. Angel Dust
4. Red Light Fever
5. Black Metal
6. Buried Alive
7. Teacher's Pet
8. Contess Bathory
9. Don't Burn The Witch (At War With Satan - Intro)
10. Rip Ride
11. Cry Wolf
12. Women Leather And Hell
13. Santachrist
14. Possessed
15. Hellchild
16. Mystique
17. Too Loud For The Crowd

### Disco 2
1. In League With Satan
2. Live Like An Angel, Die Like A Devil
3. Bloodlust
4. In Nomine Satanas
5. Die Hard
6. Acid Queen
7. Bursting Out
8. Warhead
9. Lady Lust
10. The 7 Gates Of Hell
11. Manitou
12. Dead of Night
13. Dead On Arrival
14. Hounds Of Hell
15. Bitch Witch
16. Sadist
17. Black Metal
18. Snots Shit